# Trifolium nanum
Trifolium nanum är en ärtväxtart som beskrevs av John Torrey. Trifolium nanum ingår i släktet klövrar, och familjen ärtväxter. Inga underarter finns listade i Catalogue of Life.